# Theodor Jung
Pour les articles homonymes, voir Jung.
Theodor Jung (29 mai 1906, Autriche-Hongrie - 19 février 1996, Californie) est un photographe social américain.

## Biographie
Theodor Jung est essentiellement connu pour sa participation en 1935 et 1936 au projet photographique de la Farm Security Administration, aux côtés d'autres tels Dorothea Lange, Walker Evans ou Ben Shahn. Il y photographia la vie de l'Amérique profonde pendant la Grande Dépression.
Jung servit ensuite dans une autre administration, le Conseil de la Consommation, puis devint directeur artistique et photographia pour divers magazines et agences de publicité.

## Collections
- Centre international de la photographie, New York.
- Museum of modern art, New York
- Bibliothèque du Congrès

## Référence
- (en) Cet article est partiellement ou en totalité issu de l’article de Wikipédia en anglais intitulé « Theodor Jung » (voir la liste des auteurs).